# Saint-Derrien
Saint-Derrien (bret. Sant-Derc'hen) – miejscowość i gmina we Francji, w regionie Bretania, w departamencie Finistère.
Według danych na rok 1990 gminę zamieszkiwało 531 osób, a gęstość zaludnienia wynosiła 43 osoby/km² (wśród 1269 gmin Bretanii Saint-Derrien plasuje się na 809. miejscu pod względem liczby ludności, natomiast pod względem powierzchni na miejscu 749.).